# Ulmet (okręg Gorj)
Ulmet – wieś w Rumunii, w okręgu Gorj, w gminie Stoina. W 2011 roku liczyła 53 mieszkańców.